# Dissé-sous-le-Lude
Dissé-sous-le-Lude är en kommun i departementet Sarthe i regionen Pays de la Loire i nordvästra Frankrike. Kommunen ligger i kantonen Le Lude som tillhör arrondissementet La Flèche. År 2018 hade Dissé-sous-le-Lude 539 invånare.

## Befolkningsutveckling
Antalet invånare i kommunen Dissé-sous-le-Lude
| Referens: INSEE |